# Robert MacAndrew

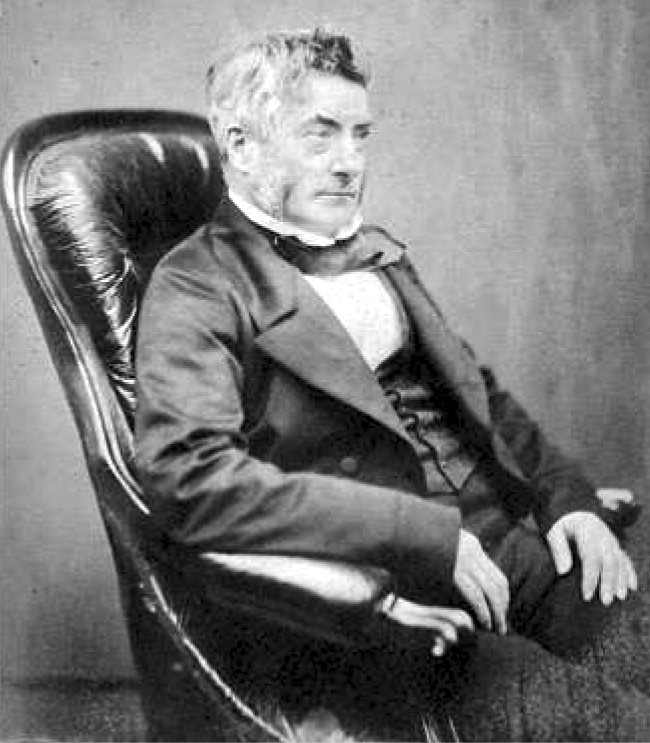
Robert MacAndrew um 1853

Robert MacAndrew (* 22. März 1802 in Wandsworth; † 22. Mai 1873 in Isleworth) war ein britischer Kaufmann und Naturforscher, der sich mit Weichtieren beschäftigte.

## Leben und Wirken
Robert MacAndrew war einer von acht Söhnen des aus der schottischen Stadt Elgin stammen William McAndrew, der sich in um 1770 in London niedergelassen hatte. Kurz nach dem Ende seiner Ausbildung in Fulham starb 1821 sein Vater und er führte gemeinsam mit seinem Bruder William Peter die Geschäfte der Firma William McAndrew & Sons in London and Liverpool als Obstimporteure fort. Acht Jahre später, nach dem Tod seines Bruders, zog MacAndrew nach Liverpool. Dort heiratete er 1829 seine Cousine Eliza, eine Tochter von James MacAndrew, mit der er elf Kinder hatte.
1834 trat MacAndrew der Literary and Philosophical Society of Liverpool bei, während derer Treffen er anderen Naturforschern begegnete. Etwa um 1834 herum begann MacAndrew in seiner Freizeit Muscheln zu sammeln. Seine häufigen Geschäftsreisen nach Spanien führten zu einer schnell anwachsende Sammlung von Muscheln. Bestrebt, seine Sammlung um bisher unbekannte Muscheln zu erweitern, begann MacAndrew mit dem Einsatz einer Dredsche. Anfangs benutzte er offenes Boot, später dann ein kleines Segelschiff. MacAndrew lernte Edward Forbes, einen der Mitbegründer der Tiefseeforschung, entweder 1837 beim Treffen der British Association for the Advancement of Science in Liverpool kennen, oder als Forbes drei Jahre später eine Vortragsserie in Liverpool hielt. Durch ihn lernte er andere „Dredger“ kennen, die für die British Association for the Advancement of Science tätig waren und mit denen er von 1842 an zusammenarbeitete. Im April 1842 hatte er dazu den Segelkutter Osprey (45 Tonnen) erworben. Mit ihm und der vierköpfigen Besatzung erforschte er die britischen Meere, insbesondere den Meeresboden an den Küsten und Inseln von Schottland. Dabei förderte er zahlreiche neue Arten zu Tage.
1844 wurde MacAndrew Mitglied des 1839 gegründeten British Association Dredging Committee. Am 6. April 1847 nahm ihn die Linnean Society of London als Mitglied auf. Da die Osprey für ausgedehntere Touren zu klein war, verkaufte er diese im Herbst 1848 und erwarb den Segelkutter Naiad (70 Tonnen). Mit ihm unternahm MacAndrew 1849 eine fünfmonatige Kreuzfahrt, die ihn nach Spanien, Portugal, Malta und Süditalien führte. Zwei Jahre später segelte er um Schottland und dredschte 1850 während einer dreiwöchigen Exkursion mit Forbes und John Goodsir vor den Hebriden. 1855 unternahm MacAndrew eine Tour um die Shetlandinseln, die ihn bis zur norwegischen Küste führte. Seine Dresche konnte MacAndrew bis zu einer Wassertiefe von etwa 200 Faden einsetzten. Im 1856 verkaufte er die Naiad. Die Ergebnisse seiner Unternehmungen veröffentlichte er regelmäßig in den Proceedings of the Literary and Philosophical Society of Liverpool und den Annals And Magazine of Natural History.
Am 2. Juni 1853 wurde MacAndrew, unter anderem auf Vorschlag von Forbes als Mitglied in die Royal Society aufgenommen. Von 1856 bis 1857 war er Präsident der Literary and Philosophical Society of Liverpool. 1858 wurde MacAndrew Vorsitzender des neu gegründeten General Dredging Committee, dem er auch in den folgenden zwei Jahren vorstand, bis er 1861 durch John Gwyn Jeffreys abgelöst wurde.
1867 zog sich MacAndrew aus dem Geschäftsleben zurück. Von ihm gehegte Pläne mit einer Dampfyacht weitere Dredgefahrten zu unternehmen, konnte er nicht realisieren. 1869 engagierte er jedoch zwei junge Naturforscher, mit denen er sich nach Sues begab. Mit Hilfe eines Dragoman mietete er drei große offene Boote und dredschte auf dem Golf von Sues in südliche Richtung. Die wissenschaftlichen Ergebnisse dieser Fahrt veröffentlichte er im Report on the Testaceous Mollusca… Dafür erhielt er 1872 gemeinsam mit Arturo Issel (1842–1922), der für seine Schrift Malacologia del Mar Rosso. Ricerche zoologiche e paleontologiche (1869) geehrt wurde, den Prix Savigny der Académie des sciences. Seine aus über 200.000 Exemplaren bestehende Muschelsammlung befindet sich im Cambridge University Museum of Zoology.

## Schriften (Auswahl)
Robert MacAndrew veröffentlichte über 20 wissenschaftliche Artikel.
- An Account of Some Zoological Researches, Made in the British Seas, during the Last Summer. In: Proceedings of the Literary and Philosophical Society of Liverpool. Band 1, Nummer 1, 1845, S. 89–96 (online).
- On Marine Dredging, with Notes and Observations, the Result of Personal Experience during the Summers of 1846 and 1847. In: Proceedings of the Literary and Philosophical Society of Liverpool. Band 1, Nummer 4, 1848, S. 80–89 (online).
- On the Geographical Distribution of Testaceous Mollusca in the North-East Atlantic and Neighbouring Seas. In: Proceedings of the Literary and Philosophical Society of Liverpool. Band 1, Nummer 8, 1853, S. 8–56 (online).
- Notes on a Dredging Excursion to the North Cape. In: Proceedings of the Literary and Philosophical Society of Liverpool. Band 1, Nummer 10, 1856, S. 51–66 (online).

- Report of the Dredging Committee for 1844. In: Report of the forteenth meeting of the British Association for the Advancement of Science. Teil 1, London 1845, S. 390–391 (online). - mit Edward Forbes
- Notes on the Distribution and Range in Depth of Mollusca and Other Marine Animals Observed on the Coasts of Spain, Portugal, Barbary, Malta, and Southern Italy in 1849. In: Report of the twentieth meeting of the British Association for the Advancement of Science. Teil 1, London 1851, S. 264–304 (online).

- Notices of new or rare British animals observed during cruises in 1845 and 1846. In: Annals And Magazine of Natural History. Band 19, 1847, S. 96–98 (online). - mit Edward Forbes
- Notices of new or rare British animals observed during Cruises in 1845 and 1846. In: Annals And Magazine of Natural History. Band 19, 1847, S. 390–392 (online). - mit Edward Forbes
- List of the Mollusca observed between Drontheim and the North Cape. In: Annals And Magazine of Natural History. 2. Folge, Band 17, 1856, S. 378–386 (online). - mit L. Barrett
- List of the Echinodermata dredged between Drontheim and the North Cape. In: Annals And Magazine of Natural History. 2. Folge, Band 20, 1857, S. 43–46 (online).- L. Barrett
- On the distribution of the Mollusca in depth on the coasts of Nordland and Finmark. In: Annals And Magazine of Natural History. 2. Folge, Band 20, 1857, S. 267–272 (online). - mit L. Barrett
- Note on the comparative size of marine Mollusca in various latitudes of the European Seas. In: Annals And Magazine of Natural History. 3. Folge, Band 5, 1860, S. 116–119 (online).
- Reply to Mr. Jeffreys's remarks on a note on the comparative size of marine Mollusca in various latitudes of the British Seas. In: Annals And Magazine of Natural History. 3. Folge, Band 5, 1860, S. 311–316 (online).
- On the division of the European Seas into Provinces, with reference to the distribution of Mollusca. In: Annals And Magazine of Natural History. 3. Folge, Band 8, 1861, S. 433–437 (online).
- Remarks upon Mr. J. Gwyn Jeffreys’s last dredging report. In: Annals And Magazine of Natural History. 4. Folge, Band 2, 1868, S. 357–362 (online).
- Report on the Testaceous Mollusca obtained during a dredging-excursion in the Gulf of Suez in the months of February and March 1869. In: Annals And Magazine of Natural History. 4. Folge, Band 6, 1870, S. 429–450 (online).